# 萨赫勒国家邦联
萨赫勒国家邦联（法語：Confédération des États du Sahel）是2024年7月6日成立于西非的一个邦联，由布基纳法索、马里和尼日尔三国在萨赫勒国家联盟首次峰会上共同宣布建立。

## 背景
2020年代初，西非的布基纳法索、几内亚、马里和尼日尔四国先后爆发军事政变，西非国家经济共同体宣布制裁这些国家，暂停其会籍，并且在尼日尔政变后表示要进行军事干预。2023年9月，布基纳法索、马里和尼日尔三国宣布成立萨赫勒国家联盟。2024年1月，三国发表联合公报，宣布退出西非国家经济共同体，称西共体为法国所利用，而萨赫勒三国希望与法国决裂。虽然西共体在2月解除了对尼日尔的制裁，但三国与西共体关系依旧冷淡。3月，萨赫勒国家联盟组建联合部队，以打击时常袭击三国领土的圣战组织成员。

## 历史
2023年9月，马里、布基纳法索和尼日尔签署了《利普塔科-古尔马宪章》，并同意建立萨赫勒国家联盟。协议要求在其中任何一个缔约国遭受袭击时必须提供援助，包括军事支持。
2024年7月6日，在西共体于尼日利亚首都阿布贾召开峰会的同时，萨赫勒国家联盟三国的军事领导人在尼日尔首都尼亚美召开联盟的首次峰会。在会议中，尼日尔保卫祖国国家委员会主席奇亚尼在峰会开幕式上称“我们的人民已经不可逆转地背弃了西共体”，联盟还呼吁在本国的公共和私人媒体中更多地使用本土语言。在会议上，三国正式宣布成立萨赫勒国家邦联，希望在农业、水、能源和交通等战略部门“集中资源”，建立一个能够促进服务、商品和人员流通的机制，三国亦决定在邦联内部成立一家投资银行并设立平准基金。
2025年1月29日，萨勒赫国家邦联护照在三国正式启用。